# Afta de Bednar
A afta de Bednar é um tipo de úlcera na cavidade oral (úlcera bucal) que ocorre em recém-nascidos. As lesões são localizadas na palato e são causadas por trauma. Nenhum tratamento é necessário uma vez que as lesões cicatrizam dentro de alguns dias.